# ليتشي

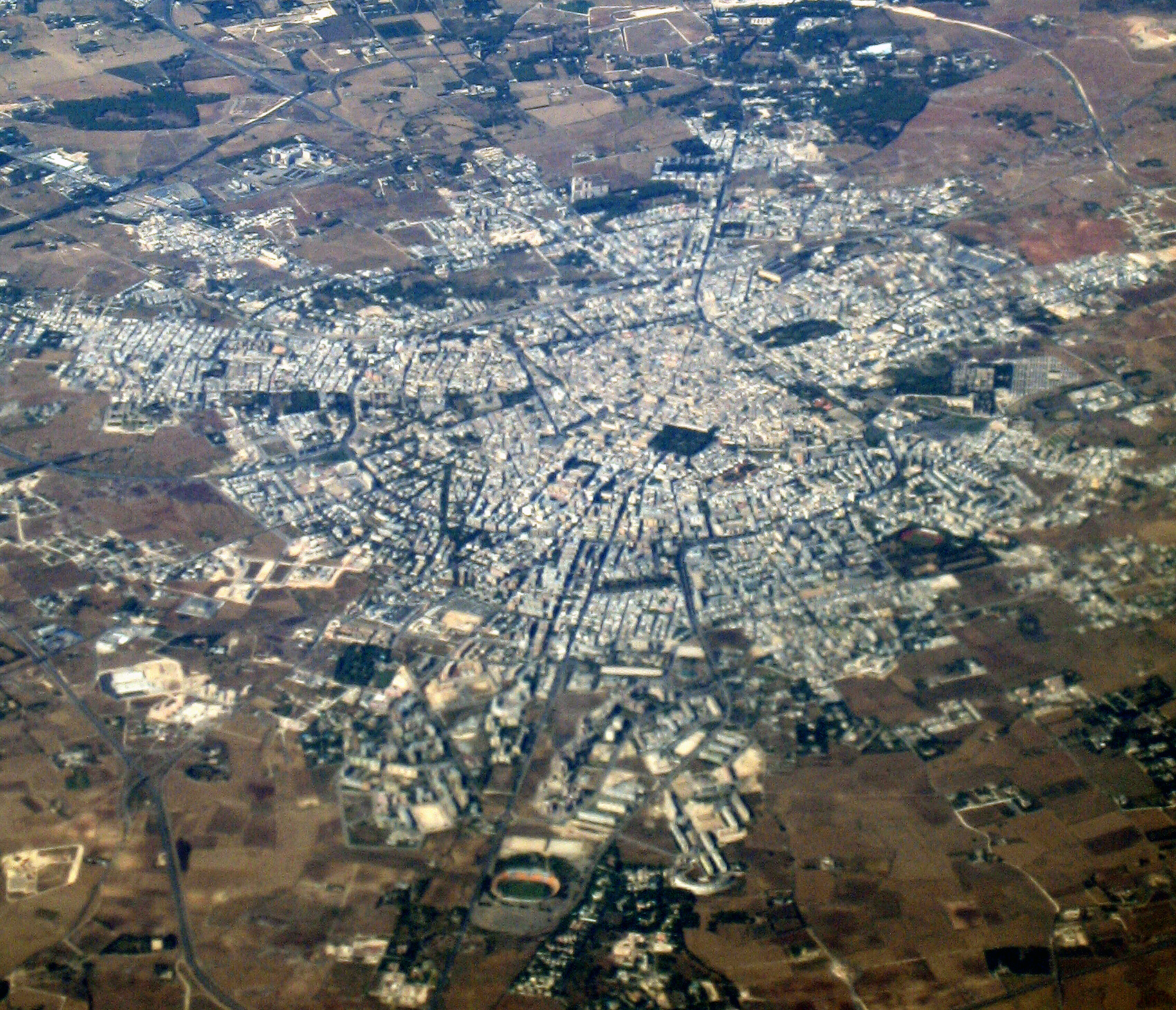
لتشه من الجو

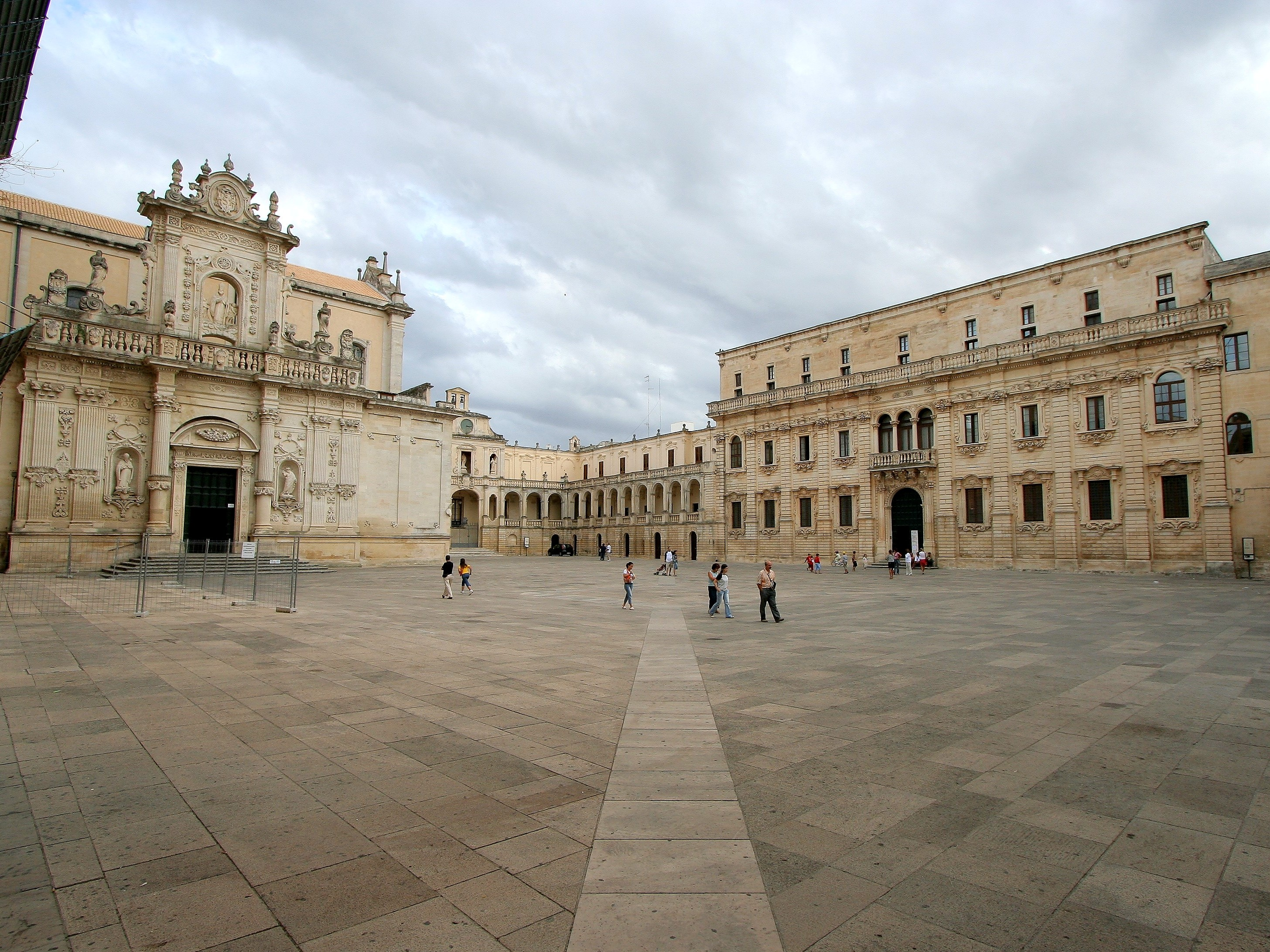
ساحة الكاتيدرائية

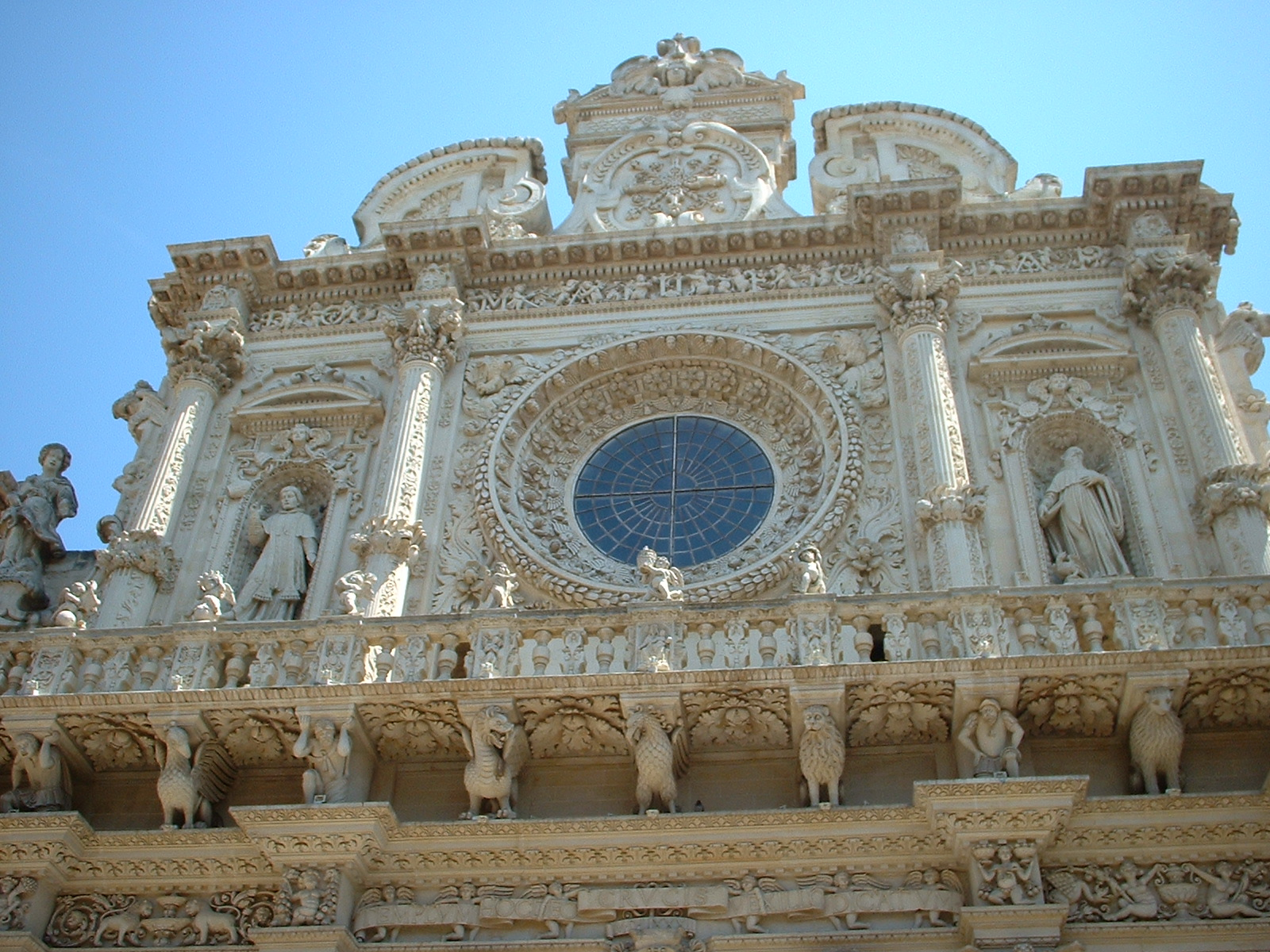
كنيسة سانتا كروشي (الصليب المقدس)

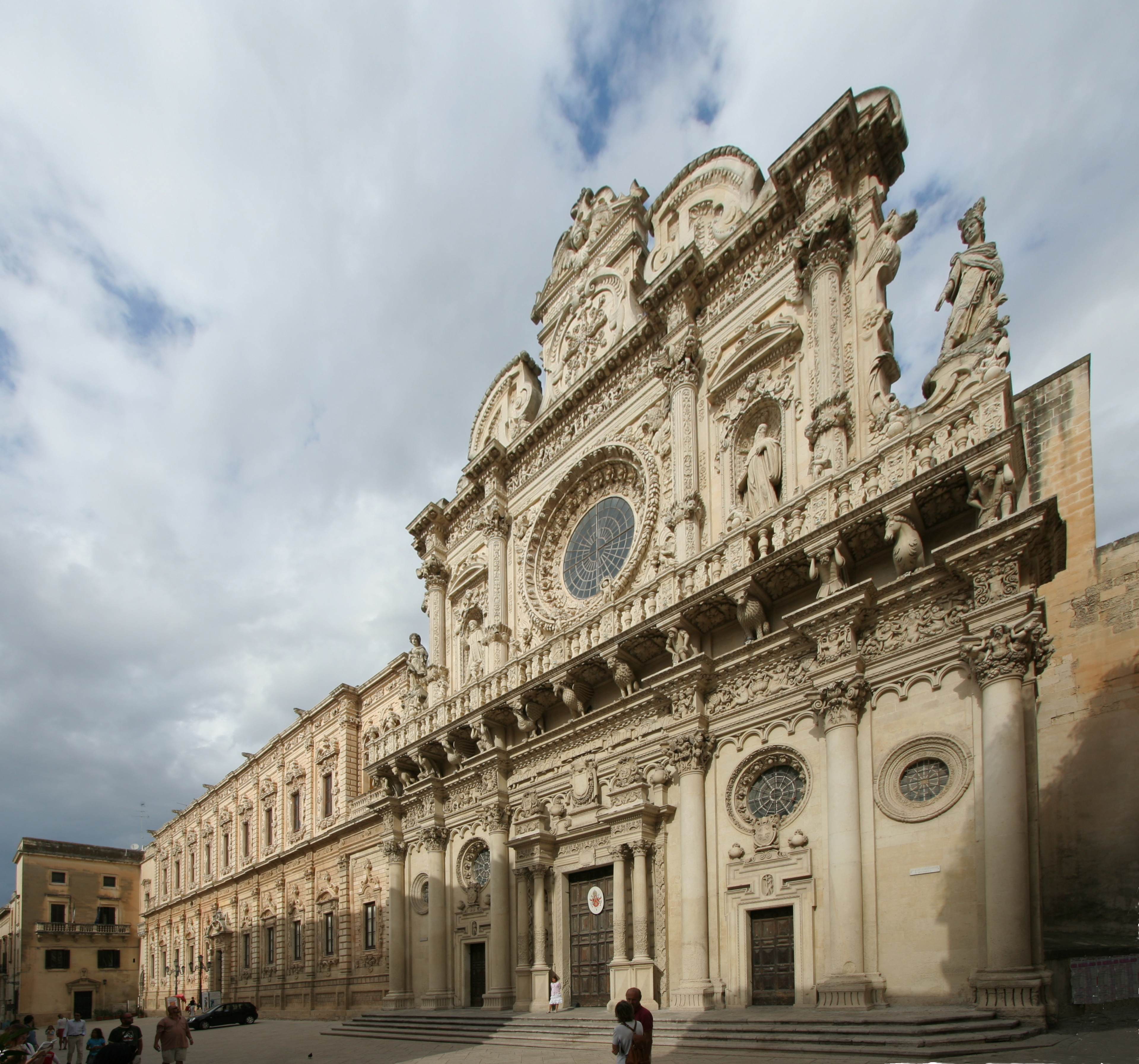
كنيسة سانتا كروشي (الصليب المقدس)

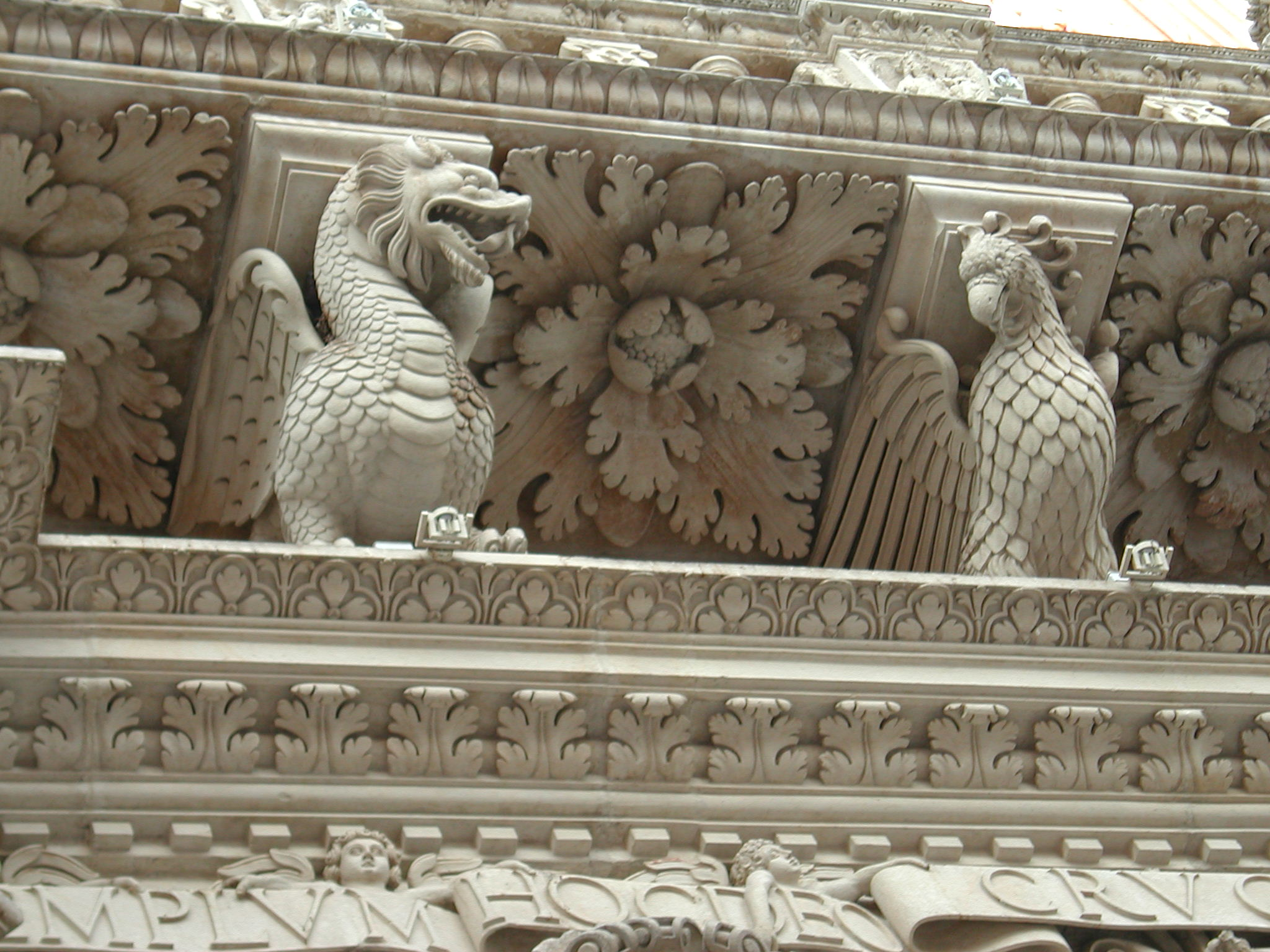
من معمار كنيسة سانتا كروشي

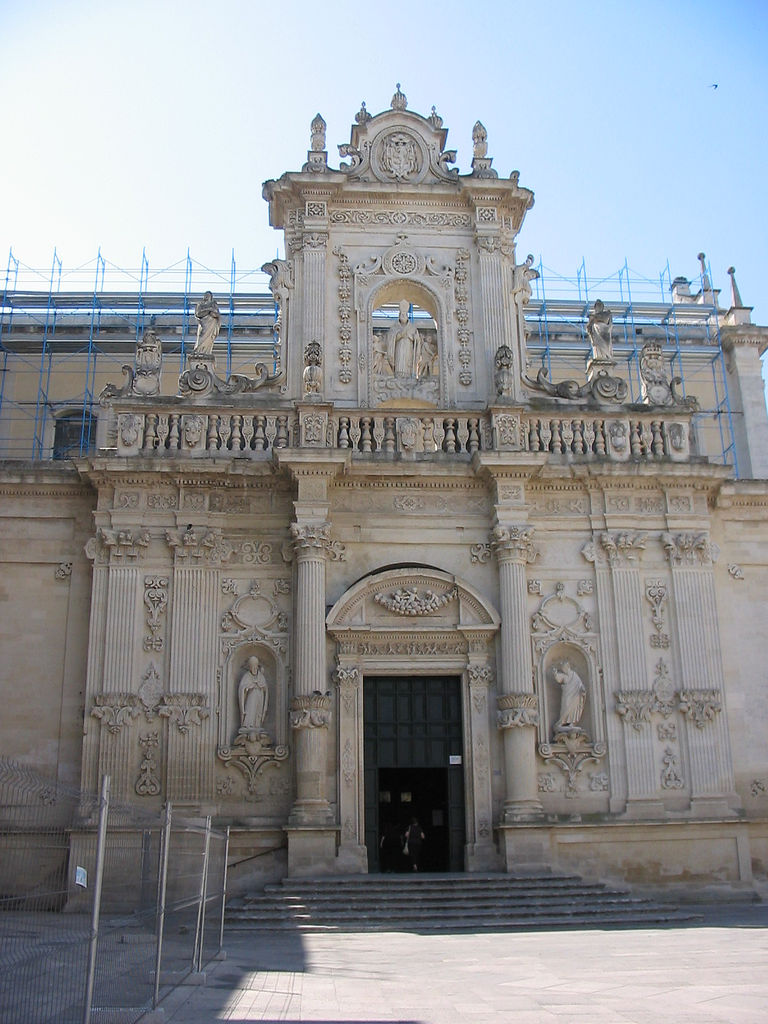
كاتيدرائية لتشه

لتشه أو لَجّ (بالإيطالية: Lecce)‏، مدينة في أقصى جنوب شرق شبه الجزيرة الإيطالية في إقليم بوليا ضمن منطقة مسماة سالينتو (كعب إيطاليا)، عاصمة مقاطعة لتشه.
المركز الثقافي الرئيسي لشبه جزيرة سالينتو، ومقر لأسفقية مسماة باسمها ولجامعة سالينتو، تبعد 11 كيلومتراً عن ساحل البحر الأدرياتي و 23 كيلومتراً عن ساحل البحر الأيوني.
اهتمت المدينة كثيراً بالفن الباروكي، ويـُتـَحَدّث فعلاً عن باروك ليتشي، ولجمال موروثها المعماري والفني تسمى المدينة بفلورنسا الجنوب.
و قد استخدم في هذه المعالم حجر ليتشي، وهو حجر جيري طروق وملائم جداً لأعمال النحت. والمدينة هي المصدر الرئيسي له.
ولجّ أيضاً مركز زراعي هام خصوصاً لإنتاجها من زيت الزيتون والنبيذ، كما أنها مركز صناعي خصوصاً في إنتاج السيراميك.

## السكان
في سنة 1861 بلغ عدد السكان 15٬594 نسمة، وتطور العدد ليصل في سنة 2011 لـ 95٬610 نسمة.
يظهر هذا المخطط البياني تطور النمو السكاني لـ ليتشي

## التاريخ
تـُرجـِع الأسطورة وُجـود مدينة سيبار (Sybar) إلى ما قبل حرب طروادة، أسستها قبيلة الميسابيين الإيطاليقية، ثم احتلها اليابيجيون، وأخيراً استولى عليها الرومان في القرن الثالث قبل الميلاد، وأطلقوا عليها اسم لوبياي (Lupiae) منتقلةً من محطة عسكرية (statio militum) إلى بلدية مدنية تتبع روما (municipium).
شهدت فترة عظـَمة كبيرة تحت قيادة الإمبراطور ماركوس أوريليوس. ثم نـُقـِلَت المدينة ثلاثة كيلومترات إلى الشمال الشرقي وأعطيت اسم Licea أو Litium. ازدهرت المدينة جديدة في عهد الإمبراطور هادريان وأُثرِيـَت بمسرح ومدرج ووُصلت بميناء أدريانو (سان كاتالدو حالياً).
يعتبر أورونتيوس اللجي الذي يسمى محلياً القديس أورونزو بمثابة أول أسقف نصراني للمدينة وهو القديس الراعي للَّجّيّ حسب المعتقد النصراني.
بعد سقوط الامبراطورية الرومانية الغربية، تورطت لج في الحروب القوطية فنهبها توتيلا ملك القوط شرقيون. بعد أن استعادها البيزنطيون نهائياً عام 549 وبقيت جزءاً من الامبراطورية الشرقية طوال خمسة قرون، مع سيطرة وفتوحات مؤقتة من قبل المسلمين واللومبارديين والمجريين والسلاف.
استعادت لج الأهمية التجارية باحتلال نورمان لها في القرن الحادي عشر، واستمرت في الازدهار لاحقاً مع هيمنة آل هوهنشتاوفن والأنجويين عليها. كانت كونتية لج إحدى أكبر وأهم الإقطاعيات تابعة إلى مملكة صقلية من 1053 حتى 1463 عندما ضـُمت مباشرة إلى التاج. اعتباراً من القرن الخامس عشر فصاعدا صارت لج إحدى أهم المدن في جنوب إيطاليا، وابتداءً من 1630 أُثرِيَت المدينة بمعالم باروكية ثمينة. خشيتاً من الغزو العثماني، بني الإمبراطور شارل الخامس (رأس الرومانية المقدسة) خطاً جديداً للأسوار وقلعة في الجزء الأول من القرن السادس عشر.
في عام 1656 أصاب الطاعون المدينة، قاتلاً الآلاف من سكانها.
و في عام 1943، ساعدت الطائرات المقاتلة انطلاقاً من لج في دعم الحاميات الإيطالية المعزولة في بحر إيجة التي تقاتل الألمان أثناء الحرب العالمية الثانية ولكن تم تأخيرها من قبل الحلفاء فكانوا قليلين متأخرى ن جداً.

## بنايات وآثار
العمود الحامل لتمثال القديس أورونزو (حامي ليتشي)، أٌعطي لليتشي من مدينة برينديزي المجاورة بعد أن اشتهر بشفائه للطاعون في مدينة برنديزي.
المسرح الروماني، بني في القرن الثاني للميلاد وهو قريب من ساحة القديس أورونزو. كان في وقته يتسع لأكثر من 25000 شخص ولكنه حاليا نصف مدفون بسبب تراكم العمران فوقه على مر العصور. ولا زال ما تبقى من المسرح الروماني يستخدم اليوم للفعاليات الفنية والدينية المختلفة.
قصر السيديلي. بني عام 1592 وكان يستخدم مجلسا محليا رسميا للمدينة حتى عام 1852.
القوس الانتصاري. يعرف محليا باسم البوابة النابولية (Porta Napoli) وهو أحد الثلاث بوابات لمركز المدينة التاريخي. شيّد عام 1548 تكريما لتشارلز الخامس. استبدَلَت هذه البوابة بوابة قديمة تدعى بوابة القديس جوستو والتي كان يعتقد أنها تقبع فوق قبر ذلك القديس. البوابتان الأخرتان لمركز المدينة التاريخي هما بوابة سان بياجو (Porta S. Biagio) وبوابة روديا (Porta Rudiae).
1. ↑  "Superficie di Comuni Province e Regioni italiane al 9 ottobre 2011" (بالإيطالية). Istituto nazionale di statistica. Retrieved 2019-03-16.
2. ↑   https://www.info.valladolid.es/blog/plaza-ciudades-hermanas/. {{استشهاد ويب}}: |url= بحاجة لعنوان (مساعدة) والوسيط |title= غير موجود أو فارغ (من ويكي بيانات) (مساعدة)
3. ↑  الإدريسي (1154)، نزهة المشتاق في اختراق الآفاق، ص. 627، QID:Q1089336
4. ↑  بيانات من موقع ISTAT - Istituto nazionale di statistica (ISTAT);  اطلع عليه بتاريخ 28-12-2012. "نسخة مؤرشفة". مؤرشف من الأصل في 2019-08-03. اطلع عليه بتاريخ 2020-02-05.{{استشهاد ويب}}:  صيانة الاستشهاد: BOT: original URL status unknown (link)